# Xã Vandalia, Quận Fayette, Illinois
Xã Vandalia (tiếng Anh: Vandalia Township) là một xã thuộc quận Fayette, tiểu bang Illinois, Hoa Kỳ. Năm 2010, dân số của xã này là 6.629 người.